# Ricinolein
Ricinolein là thành phần chủ yếu của dầu thầu dầu và là chất béo trung tính của axit ricinoleic có công thức là C57H104O9 với khối lượng phân tử là 933,45 g/mol. Dầu thầu dầu, dầu mỡ tự nhiên của hạt thầu dầu cũng chứa hỗn hợp các glycerides của axit isoricinoleic và các vết tristearin nhỏ hơn nhiều và glyceride của axit dihydroxysteric. Ricinolein là nguyên tắc hoạt động chính trong việc sử dụng dầu thầu dầu làm thuốc tẩy và dung môi đối với một số alkaloid hữu ích về mặt y khoa.